# Gerotranscendencja
Gerotranscendencja – psychospołeczna, opisowa teoria pozytywnego starzenia opracowana w 1989 przez szwedzkiego socjologa Larsa Tornstama w warunkach skandynawskich, koncentrująca się na naturalnych zmianach, które zachodzą w świadomości seniorów, a związanych z redefinicją perspektywy oglądu rzeczywistości i zmianą optyki: z materialistycznej i pragmatycznej na holistyczną i transcendentną. Odnosi się do duchowości i poszukiwań sensu w okresie senioralnym. Przez część badaczy uważana jest za odmianę teorii wycofania – wiąże się to z dystansem do siebie („ja”), świata i relacji z innymi. Przypomina też model faz rozwoju człowieka autorstwa Erika Eriksona z 1997, gdzie ostatnia faza rozwojowa u ludzi nazywana jest ja-integralnym – czasem akceptacji swojego życia i okresem satysfakcji.

## Charakterystyka
Teoria gerotranscendencji widzi w późnej dorosłości naturalny potencjał rozwojowy, biorąc za punkt wyjścia zgromadzone przez osoby starsze doświadczenia życiowe. Powstała na gruncie socjologicznym, w oparciu o badania empiryczne, ale nie należy do typowych teorii socjologicznych, ponieważ nie skupia się na analizie procesu starzenia się grup, pokoleń, czy społeczności, ale na jednostce, korzystając również z badań psychologicznych, pedagogicznych i innych, korzenie wywodząc z koncepcji Carla Gustava Junga oraz Erika Eriksona. Opiera się także na jakościowych i ilościowych danych (m.in. ankiety, wywiady) zgromadzonych przez Tornstama w latach 80. i 90. XX wieku. Autor również twórczo przeformułował teorię wycofania autorstwa Williama E. Henry’ego i Elanie Cumminig.

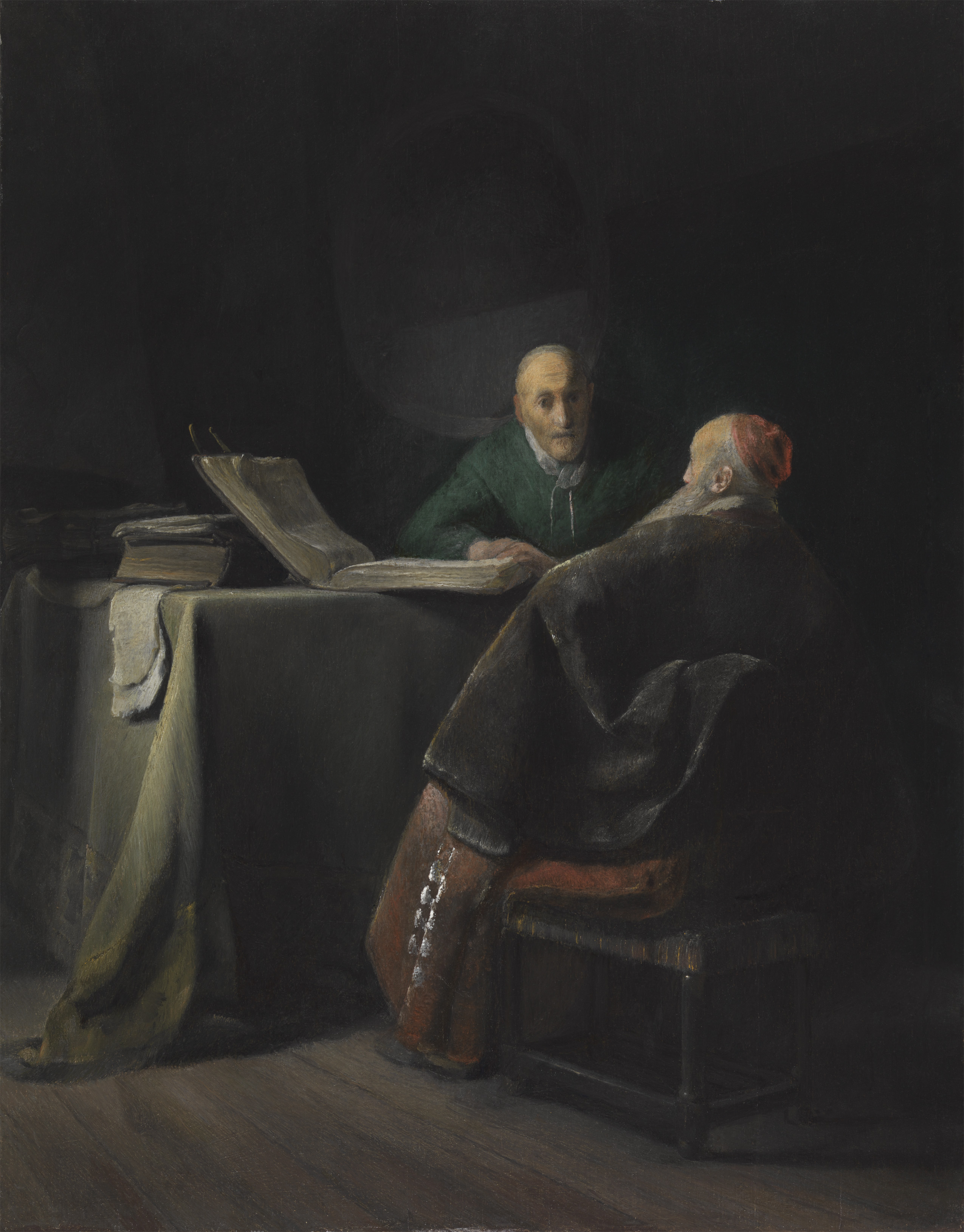
Krąg Jana Lievensa: Dysputa dwóch starców

Celem oceny przebiegu procesu gerotranscendencyjnego oraz identyfikacji kluczowych transformacji Tornstam stworzył dwie metody pomiarowe: 
- skalę gerotranscendencji typu 1 (GST-1),
- skalę gerotranscendencji typu 2 (GST-2)[5].

Pierwsza z nich pozwala na uchwycenie głównie dynamiki zmian, a druga umożliwia przede wszystkim identyfikację oznak gerotranscendencji.
Zgodnie z założeniami teorii, gerotranscendencja to końcowy etap naturalnej progresji na drodze dojrzewania i mądrości – element pozytywnego procesu rozwojowego, w którym redefinicji ulega cały mechanizm spoglądania na własną osobę. W okresie senioralnym zaczyna dominować ogląd „ja” z zewnątrz, a do świadomości jednostki dociera informacja, że nie jest ona centrum wszechświata, że nie jest ponadczasowym bytem, który będzie istniał zawsze w warunkach biologicznych. Zmianie ulega również stosunek do własnego ciała, na którym jednostka już się bezwzględnie nie koncentruje. Takie spojrzenie sprawia, że osoba doświadcza połączenia przyczynowo-skutkowego z całym łańcuchem przeszłych i przyszłych pokoleń (generacji), czując dobitniej niż wcześniej, że jest tylko częścią większej całości (pojęcie kosmicznego zjednoczenia z istotą wszechświata). Zmianie ulega też spojrzenie na temat śmierci, co do której redukują się obawy i rośnie chęć cieszenia się chwilą obecną. Redukcji ulegają egoizm i egocentryzm, wypierane w różnym stopniu przez altruizm. Atrakcyjne staje się przebywanie samotnie, we własnym wnętrzu, rezygnowanie z masek społecznych, a także przekraczanie dotychczas pełnionych ról bez negatywnych konsekwencji, np. utraty prestiżu.
Gerotranscendencja zakłada uzyskanie zupełnie nowego spojrzenia na życie i wszechświat. Tornstam (po zgromadzeniu wyników badań własnych) wyróżnił trzy poziomy gerotranscendencji, na których równolegle dokonują się zmiany:
- poziom kosmiczny,
- poziom „ja”,
- poziom społecznych oraz indywidualnych związków[6].

## Krytyka
Publikacja teorii sprowokowała szereg badań naukowych, z których część potwierdziła efekty uzyskane przez Tornstama i wskazała na znaczny potencjał praktyczny teorii. Niektóre wyniki badawcze wskazują jednak na konieczność prowadzenia dalszych analiz. Stwierdzono m.in. związek negatywnych doświadczeń życiowych ze wzrostem gerotranscendencji u osób, które ich doświadczyły.
Szerszej krytyki teorii dokonała socjolog, Kristen Thorsen, próbując wykazać nieścisłości w jej założeniach i wskazując na to, że proces gerotranscendencji może się wiązać z dominującą w czasie ogłoszenia teorii perspektywą postmodernistyczną. Sama zmiana podejścia seniora, z materialistycznego do holistycznego, może się wiązać, według Thorsen, ze zwykłym pogorszeniem sytuacji materialnej seniora, a nie z procesem transcendentalnym. W postmodernizmie relatywizm, dystans do własnego „ja”, czy postawy zmienne, dotykały w równej mierze osoby starsze, jak i młodsze. Tornstam miał też nie uwzględnić różnic międzypłciowych odnośnie do transcendencji ciała. Wątpliwości budzi też silne zakorzenienie teorii we wschodnim mistycyzmie, jak również metaforyczny i opisowy język stosowany przez jej zwolenników. 
Pedagog Fahree Rajani i psycholog Hena Jawaid dostrzegły natomiast w teorii silne strony, zwłaszcza odniesienie do rzeczywistych doświadczeń seniorów i praktyczne implikacje zapewniające osobom starszym odnalezienie nowej perspektywy rozwojowej, właściwej do ich wieku i stanu. Jako słabsze strony wskazały brak precyzyjnej definicji założenia i odniesienie się jedynie do perspektywy indywidualnej, bez skonstatowania szerszego tła społecznego.